# ToME
ToME（Tales of Middle EarthおよびTales of Maj'Eyal）は、ローグライクゲームの一つ。Moria / Angband 系のバリアントの一つで、直接の派生元は ZAngband である。2014年現在は最新作であるToME4が公開されている。公式では英語版のみだが、テスト段階ながら有志による公式日本語化も導入されている。ToME4ではマウス操作、タイル表示に対応の他、クラッシクなローグライクでは珍しいBGMやアドオン拡張機能も付いている。

## ToME2 (ToME 2.x.x)
現在の最新バージョンは2.3.5で、日本語版も存在している。

## ToME3 (ToME 3.x.x)
長年開発版を作成していたが、結局ToME3の開発は放棄された。しかし、この時開発された独自エンジンであるT-engineはそのままToME4へ受け継がれた。

## ToME4
ToME4からはゲーム本体は無料だが有志から寄付を募るドネーションウェアの形態を取ったため、ライセンスの関係で開発版の途中でストーリーを完全オリジナルに刷新し、タイトルもTales of Maj'Eyalに変更した。
BGM、タイル、アドオン機能を標準搭載しており、寄付者専用機能として限定のキャラタイルやクラスを使用出来たり、アイテムや武具を預けられるオンライン倉庫を使う事が出来る。
2013年12月からはSteam版をリリースした。こちらは有料ではあるが寄付者専用の機能を最初から使える上、実績機能を備えている。
2020年11月よりテスト段階だが公式に日本語にも対応。